# Évelyne Decorps
Évelyne Decorps, née le 14 juin 1957, est une diplomate française. Elle est ambassadrice de France au Tchad de 2013 à 2016, au Mali de 2016 à 2018 puis administratrice supérieure des Terres australes et antarctiques françaises de 2018 à 2020.

## Biographie

### Formation
Evelyne Decorps est titulaire d’un diplôme d’études politiques de l'Institut d'études politiques de Bordeaux, ainsi que d’une maîtrise de langues étrangères appliquées.

### Carrière
En 1983, elle commence sa carrière comme conseillère, notamment à l'administration centrale du ministère des Affaires étrangères, puis à Conakry en Guinée (1985-1991) ; elle est de retour à Paris entre 1991 et 2001 puis quitte de nouveau le pays pour l'Institut français de coopération à Tunis en Tunisie (2001-2005) avant de s'envoler pour le Ghana (2005-2008), de nouveau à Paris entre 2008 et 2011, elle devient consule générale à Vancouver au Canada entre 2011 et 2013. En juin 2013, elle est nommée ambassadrice de France au Tchad, puis au Mali en septembre 2016. Le 30 octobre 2018, elle est nommée préfète, administratrice supérieure des Terres australes et antarctiques françaises. Cette « placardisation » pourrait avoir été obtenue par les militaires, avec lesquels elle était en conflit. Elle quitte ses fonctions le 16 septembre 2020.

## Prises de position
Lors d'une conférence en mai 2017, elle fait plusieurs déclarations sur les relations entre le Mali et la France, notamment sur le rôle des forces françaises de l'opération Barkhane ou l'absence d'exploitation pétrolière par la France dans le nord du pays.
Elle s'irrite ouvertement de la « concurrence » que lui opposent les officiers de l'armée française dans les relations avec les chefs d’État du Mali et du Niger. Ceux-ci auraient préséance sur les diplomates.

## Décorations
- Officière de l'ordre national du Mérite (décret du 15 mai 2015, chevalier depuis le 6 avril 2006)[8]
- Officier de l'ordre national du Tchad (2018)[9]
- Chevalier de l'ordre national du Mali (2018)[10]